# Lista de presidentes do Banco Central do Brasil
Esta é uma lista de presidentes do Banco Central (BACEN) do Brasil.

## Ditadura militar(5.ª República)
| Nº | Foto                  | Nome                   | Início                  | Fim                      | Presidente              |
| -- | --------------------- | ---------------------- | ----------------------- | ------------------------ | ----------------------- |
| 1  |                       | Dênio Nogueira         | 12 de abril de 1965     | 21 de março de 1967      | Humberto Castelo Branco |
| 2  |                       | Rui Leme               | 31 de março de 1967     | 12 de fevereiro de 1968  | Costa e Silva           |
| —  |                       | Ary Burguer (interino) | 8 de fevereiro de 1968  | 20 de fevereiro de 1968  | Costa e Silva           |
| 3  |                       | Ernane Galvêas         | 21 de fevereiro de 1968 | 31 de agosto de 1969     | Costa e Silva           |
| 3  | 31 de agosto de 1969  | Ernane Galvêas         | 30 de outubro de 1969   | Junta militar de 1969    |                         |
| 3  | 30 de outubro de 1969 | Ernane Galvêas         | 15 de março de 1974     | Emílio Garrastazu Médici |                         |
| 4  |                       | Paulo Pereira Lira     | 15 de março de 1974     | 14 de março de 1979      | Ernesto Geisel          |
| 5  |                       | Carlos Brandão         | 15 de março de 1979     | 17 de agosto de 1979     | João Figueiredo         |
| 6  |                       | Ernane Galvêas         | 17 de agosto de 1979    | 18 de janeiro de 1980    | João Figueiredo         |
| 7  |                       | Carlos Langoni         | 18 de janeiro de 1980   | 5 de setembro de 1983    | João Figueiredo         |
| 8  |                       | Affonso Celso Pastore  | 5 de setembro de 1983   | 14 de março de 1985      | João Figueiredo         |

## Nova República(6.ª República)
| Nº                                        | Foto                 | Nome                       | Início                  | Fim                       | Presidente                |
| ----------------------------------------- | -------------------- | -------------------------- | ----------------------- | ------------------------- | ------------------------- |
| 9                                         |                      | Antônio Carlos Lemgruber   | 15 de março de 1985     | 28 de agosto de 1985      | José Sarney               |
| 10                                        |                      | Fernão Bracher             | 28 de agosto de 1985    | 11 de fevereiro de 1987   | José Sarney               |
| 11                                        |                      | Francisco Gros             | 11 de fevereiro de 1987 | 30 de abril de 1987       | José Sarney               |
| —                                         |                      | Lycio de Faria (interino)  | 30 de abril de 1987     | 4 de maio de 1987         | José Sarney               |
| 12                                        |                      | Fernando Milliet           | 5 de maio de 1987       | 9 de março de 1988        | José Sarney               |
| 13                                        |                      | Elmo Camões                | 9 de março de 1988      | 22 de junho de 1989       | José Sarney               |
| 14                                        |                      | Wadico Waldir Bucchi       | 23 de junho de 1989     | 14 de março de 1990       | José Sarney               |
| 15                                        |                      | Ibrahim Eris               | 15 de março de 1990     | 17 de maio de 1991        | Fernando Collor           |
| 16                                        |                      | Francisco Gros             | 17 de maio de 1991      | 16 de novembro de 1992    | Fernando Collor           |
| 17                                        |                      | Gustavo Loyola             | 13 de novembro de 1992  | 29 de março de 1993       | Itamar Franco             |
| 18                                        |                      | Paulo Ximenes              | 26 de março de 1993     | 9 de setembro de 1993     | Itamar Franco             |
| 19                                        |                      | Pedro Malan                | 9 de setembro de 1993   | 31 de dezembro de 1994    | Itamar Franco             |
| —                                         |                      | Gustavo Franco (interino)  | 31 de dezembro de 1994  | 11 de janeiro de 1995     | Itamar Franco             |
| 20                                        |                      | Pérsio Arida               | 11 de janeiro de 1995   | 13 de junho de 1995       | Fernando Henrique Cardoso |
| 21                                        |                      | Gustavo Loyola             | 13 de junho de 1995     | 20 de agosto de 1997      | Fernando Henrique Cardoso |
| 22                                        |                      | Gustavo Franco             | 20 de agosto de 1997    | 4 de março de 1999        | Fernando Henrique Cardoso |
| —                                         |                      | Francisco Lopes (interino) | 13 de janeiro de 1999   | 1 de fevereiro de 1999    | Fernando Henrique Cardoso |
| 23                                        |                      | Armínio Fraga              | 4 de março de 1999      | 1 de janeiro de 2003      | Fernando Henrique Cardoso |
| 24                                        |                      | Henrique Meirelles         | 1 de janeiro de 2003    | 1 de janeiro de 2011      | Luiz Inácio Lula da Silva |
| 25                                        |                      | Alexandre Tombini          | 1 de janeiro de 2011    | 9 de junho de 2016        | Dilma Rousseff            |
| 26                                        |                      | Ilan Goldfajn              | 9 de junho de 2016      | 31 de dezembro de 2018    | Michel Temer              |
| 26                                        | 1 de janeiro de 2019 | Ilan Goldfajn              | 28 de fevereiro de 2019 | Jair Bolsonaro            |                           |
| 27                                        |                      | Roberto Campos Neto        | 28 de fevereiro de 2019 | Jair Bolsonaro            | 24 de fevereiro de 2021   |
| Independência de indicação e mandato fixo |                      |                            |                         |                           |                           |
| 27                                        |                      | Roberto Campos Neto        | 24 de fevereiro de 2021 | 1 de janeiro de 2023      | Jair Bolsonaro            |
| 27                                        | 1 de janeiro de 2023 | Roberto Campos Neto        | 1 de janeiro de 2025    | Luiz Inácio Lula da Silva |                           |
| 28                                        |                      | Gabriel Galípolo           | 1 de janeiro de 2025    | Luiz Inácio Lula da Silva | 1 de janeiro de 2029      |